# ماريا إيوينغ
ماريا إيوينغ (بالإنجليزية: Maria Ewing)‏ هي مغنية أوبرا ومغنية أمريكية، ولدت في 27 مارس 1950 في ديترويت في الولايات المتحدة.

## وصلات خارجية
- ماريا إيوينغ على موقع IMDb (الإنجليزية)
- ماريا إيوينغ على موقع ميوزك برينز (الإنجليزية)
- ماريا إيوينغ على موقع تيرنر كلاسيك موفيز (الإنجليزية)
- ماريا إيوينغ على موقع أول موفي (الإنجليزية)
- ماريا إيوينغ على موقع أول ميوزيك (الإنجليزية)
- ماريا إيوينغ على موقع ديسكوغز (الإنجليزية)
- ماريا إيوينغ على موقع قاعدة بيانات الفيلم (الإنجليزية)
- ماريا إيوينغ على موقع كينوبويسك (الروسية)